# 광덕초등학교 (강원)
광덕초등학교는 대한민국 강원특별자치도 화천군에 있는 공립 초등학교이다.

## 학교 연혁
- 1958. 02. 28 사창국민학교 광덕분교로 인가
- 1958. 12. 02 광덕국민학교로 승격
- 1959. 03. 31 초대교장선생님 백남신 부임
- 1959. 04. 08 개교
- 1960. 02. 05 제1회 졸업식 거행
- 1968. 03. 01 광덕국민학교 보명 분교장 인가
- 1968. 09. 07 보명분교 개교
- 1982. 03. 01 광덕국민학교 보명분교 폐교
- 1987. 03. 05 광덕국민학교 병설유치원 개원
- 1996. 03. 01 광덕초등학교로 개칭
- 1997. 11. 11 도지정 열린교육시범학교 발표
- 2000. 09. 05 교실마루 교체, 외벽단열 공사
- 2003. 10. 07 다목적실 준공
- 2005. 12. 20 급식우수교 표창(교육부)
- 2009. 04. 21 도서관 개관
- 2009. 09. 24 교사 리모델링 준공
- 2010. 09. 01 6학급 편성
- 2015. 02. 12 제57회 졸업(총 졸업생수 1,341명)
- 2015. 03. 01 제20대 김숙희교장 취임

## 참고 자료
- 광덕초등학교 - 한국교육학술정보원 학교알리미